# 哥倫比亞十字戲

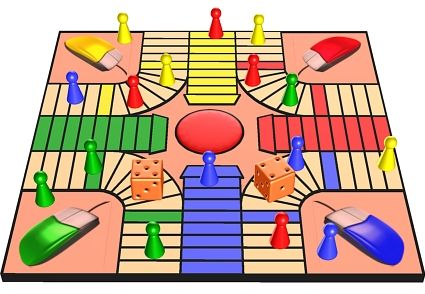
哥倫比亞十字戲

哥倫比亞十字戲(Parqués)，為哥倫比亞的十字戲類遊戲，與印度十字戲有關。